# 国家豁免
国家豁免（英語：State immunity）指一个国家免受另一国法院的管辖，该规则是对国家主权的一种保护。该规则仅限于一个国家在另一国家进行的法律诉讼，在其本国进行的法律诉讼则不被豁免。   
目前，各国倾向于有例外的国家豁免，特别是当某个国家涉及商业交易或者非主权活动时。《联合国国家及其财产管辖豁免公约》制定了统一的规则及例外，但由于批准的国家数目不足，该公约尚未生效。公约中不涉及刑事诉讼，也不允许对某个国家涉及侵犯人权的行为在另一国家提起民事诉讼。  

阿特金勋爵（James Atkin, Baron Atkin）1938年在英国最高法院中注意到： 
一个国家的法院不会妨碍外国的主权，也就是说，法院不会违背外国主权的意愿，使其成为法律程序的当事方，无论该程序针对他国的个体或试图追回特定财产或寻求赔偿。
 该规则的广泛含义是，国家和任何主权国家，除非主动选择放弃其豁免权，否则都不受外国法院的管辖权和法院命令的执行。从现实角度上讲，没有外国国家的同意，主张任何这样的管辖权都是不可能的。 

## 支持与反对国家豁免例外的争论
部分观点认为，国家不应有权豁免涉及严重侵犯人权有关的案件。他们认为，生命权和禁止酷刑等基本人权应高于国家豁免原则（从技术上讲，它们构成了国际法的强制规范）。
反对者则指出，一个国家的个人对另一国家提起的民事诉讼会对两国产生严重的政治和经济影响，民事诉讼还会涉及棘手的执法和域外管辖权问题。

## 国家豁免的实践
根据国际习惯法，国家通常不受在另一国进行的法律诉讼的影响。
国际刑事法院的管辖权会扩延到成员国的国家元首和政府首脑，虽然案件可能会涉及到领导人以官方身份采取的行动（如命令军队进行种族灭绝等），但此类案件针对的是个人而非对国家政府的起诉。

### 美国
1976年的《外国主权豁免法》一般性的禁止针对外国政府提起诉讼，除非有豁免例外的情形。1996年《反恐怖主义和有效死刑法》将国务院指定的支持恐怖主义国家设为例外。2016年《反对支持恐怖主义法》取消了正式列入名单的要求，以便911袭击受害者家属可以起诉沙特阿拉伯。

### 欧洲国家豁免公约
欧洲国家豁免公约于1972年5月16日签署，目前在8个国家/地区生效：奥地利，比利时，德国，卢森堡，荷兰（针对欧洲领土），瑞士和英国。

### 联合国国家及其财产管辖豁免公约
联合国于2004年12月2日通过了《联合国国家及其财产司法管辖权公约》，但该公约尚未生效。该公约对所有国家开放供签署，自第30份批准书、接受书、核准书或加入书交存之日起第30天生效，截至2015年9月30日，公约已有28个签署国，已交存20份批准书。